# Henry Schadeberg
Henry Carl Schadeberg (Manitowoc, 12 de octubre de 1913 - Rockbridge, 11 de diciembre de 1985) fue un político y teólogo estadounidense. Se desempeñó como miembro de la Cámara de representante de Estados Unidos por Wisconsin.

## Biografía
Schadeberg nació el 12 de octubre de 1913 en Manitowoc, Wisconsin. Se graduó de Lincoln High School en Manitowoc. Obtuvo una licenciatura en artes en 1938 de Carroll College en Waukesha, Wisconsin y una licenciatura en teología en 1941 del Garrett Biblical Institute en Evanston, Illinois. Se desempeñó como capellán en la Armada de los Estados Unidos durante la Segunda Guerra Mundial y la Guerra de Corea y luego sirvió en la Reserva Naval de los Estados Unidos hasta su retiro, con el rango de capitán, en 1969.
Fue elegido republicano como representante del 1.º distrito congresional de Wisconsin en los congresos 87, 88, 90 y 91 de los Estados Unidos. Tras su salida del Congreso, residió en Rockbridge, Virginia hasta su muerte allí el 11 de diciembre de 1985.